# Семковський Семен Юлійович
Семковський також. Семківський Семен (справжнє прізвище Бронштейн, *4 березня 1882—†18 березня 1937) — український філософ і соціолог, дійсний член Всеукраїнської академії наук (ВУАН) (з 1929).

## Життєпис
Народився в Могильові на Білорусі, двоюрідний брат Льва Троцького. Закінчив юридичний факультет Петербурзького університету. Як член партії Соціал-Демократів, належав з 1901 до меншовиків; в 1907–1917 роках перебував на еміграції у Відні. Приїжджає з-за кордону в Російську імперію в 1917 р. (див. Пломбований вагон).
З 1918 року — знову в Україні. Один з авторів ідеї надання Донецько-Криворізькому басейну статусу самоврядної області та проведення референдуму в краї для визначення його адміністративної приналежності.
Порвавши з меншовиками в 1920 році, був професором теоретичних основ марксизму в Харківському інституті народної освіти, головою філософсько-соціологічного відділу і керівником катедри філософії Всеукраїнської асоціації марксистсько-ленінських інститутів (ВУАМЛІН) — у 1922–1931 роках. З 1927 голова Соціологічної Комісії ВУАН. З 1931 року— член Президії і керівник Асоціації Природознавства ВУАН та з 1934 року член її Ради для вивчення продуктивних сил УРСР. У 1934–1936 очолював Комісію філософії при АН УРСР та Харківську науково-дослідну кафедру історії європейської культури.
Заарештований в кінці 1936 року. Репресований у ході так званого сталінського «повороту на філософському фронті» та боротьби радянської влади з «українським відродженням».
Розстріляний у 18 березня 1937 року. Посмертно реабілітований.

## Науковий доробок
Семківський — автор понад 100 наукових і науково-популярних праць, між ними: «Людвиг Фейербах» (1922), «Теория относительности и материализм» (1924), «Диалектический материализм и принцип относительности» (1926, українською мовою — 1931), «Фізика і хімія як науки у світлі марксизму» (1933).

### Роботи
- Марксизм і національна проблема. «Червоний шлях» №1.  — Харків, 1923.